# Atlante Fútbol Club
L'Atlante Fútbol Club S.A. de C.V., noto semplicemente come Atlante, è una società calcistica di Città del Messico. Milita nella Liga de Expansión MX ed insieme al Necaxa gioca il derby denominato Clásico Añejo
Fu fondato nel 1916 nella Colonia Condesa di Città del Messico ed è una delle squadre più vecchie del Messico. Da sempre ha giocato nella capitale, ma, dal 1991, ha spostato la propria sede prima a Querétaro e poi a Ciudad Nezahualcóyotl. Nel 2007 si è trasferito a Cancún nello stato di Quintana Roo, dove è rimasto fino al 2020 quando ha fatto ritorno nella capitale.

## Storia

### L'epoca dilettantistica (1916-1943)
La squadra era una delle partecipanti del campionato del Distretto Federale nell'epoca dilettantistica del calcio messicano. La sua ammissione in questo campionato fu resa difficile dal fatto che le altre squadre non vedevano di buon occhio la sua partecipazione al campionato. Nelle file dell'Atlante allora militavano alcuni tra i calciatori migliori del Messico, così la Federación Mexicana de Futbol decise di accettare la squadra per poter convocare i suoi tesserati in nazionale in occasione delle Olimpiadi di Amsterdam 1928.

## Palmarès

### Competizioni nazionali
- Campionato messicano: 3

1946-1947, 1992-1993, Apertura 2007
- Coppa del Messico: 3

1941-1942, 1950-1951, 1951-1952
- Supercoppa del Messico: 2

1942, 1952
- Liga de Expansión MX: 3

Apertura 2021, Apertura 2022, Clausura 2024

### Competizioni internazionali
- CONCACAF Champions' Cup/Champions League: 2

1983, 2008-2009

### Altri piazzamenti
- Campionato messicano:

Secondo posto: 1945-1946, 1949-1950, 1950-1951, 1955-1956, 1981-1982
- Coppa del Messico:

Finalista: 1942-1943, 1943-1944, 1945-1946, 1948-1949, 1962-1963, Clausura 2013
Semifinalista: 1949-1950, 1952-1953, 1954-1955, 1957-1958
Terzo posto: 1953-1954
- Supercoppa del Messico:

Finalista: 1947, 1951
- CONCACAF Champions' Cup:

Finalista: 1994
- Coppa del mondo per club FIFA:

Quarto posto: 2009

## Organico

### Rosa 2023-2024
| N. |                    | Ruolo | Calciatore         |
| -- | ------------------ | ----- | ------------------ |
| 2  | Messico (bandiera) | D     | Francisco Reyes    |
| 3  | Messico (bandiera) | D     | Diego Cruz         |
| 4  | Messico (bandiera) | D     | Carlos Villanueva  |
| 5  | Messico (bandiera) | C     | Hardy Meza         |
| 7  | Messico (bandiera) | C     | Edson Partida      |
| 8  | Messico (bandiera) | C     | Ronaldo González   |
| 9  | Messico (bandiera) | A     | Rafael Durán       |
| 11 | Libano (bandiera)  | C     | Daniel Kuri        |
| 13 | Messico (bandiera) | C     | Maximiliano García |
| 14 | Messico (bandiera) | C     | Rolando González   |
| 15 | Messico (bandiera) | C     | Eric Cantú         |
| 16 | Messico (bandiera) | C     | Deivoon Magaña     |
| 17 | Messico (bandiera) | C     | Leonardo Mejía     |
| 18 | Messico (bandiera) | C     | Christian Bermúdez |
| 19 | Messico (bandiera) | C     | Edwin Cerna        |
| 20 | Messico (bandiera) | P     | Humberto Hernández |

| N. |                      | Ruolo | Calciatore         |
| -- | -------------------- | ----- | ------------------ |
| 21 | Messico (bandiera)   | D     | Sergio Villarreal  |
| 22 | Messico (bandiera)   | A     | Arturo Sánchez     |
| 23 | Messico (bandiera)   | C     | Fabián Partida     |
| 24 | Messico (bandiera)   | D     | Jorge Santillana   |
| 25 | Messico (bandiera)   | D     | Leonardo Galindo   |
| 26 | Messico (bandiera)   | D     | Aldo Aguilar       |
| 27 | Messico (bandiera)   | D     | Armando Escobar    |
| 28 | Brasile (bandiera)   | D     | Elbis              |
| 29 | Messico (bandiera)   | C     | Rodrigo De Dios    |
| 30 | Messico (bandiera)   | D     | Emiliano Espinoza  |
| 31 | Argentina (bandiera) | P     | Nicolás Forastiero |
| 32 | Messico (bandiera)   | D     | José López         |
| 33 | Paraguay (bandiera)  | C     | Fernando Ovelar    |
| 34 | Messico (bandiera)   | C     | Édgar Jiménez      |
| 35 | Messico (bandiera)   | C     | Adrián Sánchez     |